# هکتور ماگنتو
هکتور ماگنتو (انگلیسی: Héctor Magnetto؛ زادهٔ ۹ ژوئیهٔ ۱۹۴۴) کارآفرین، حسابدار و مدیر ارشد اجرایی آرژانتینی است، که در حال حاضر به‌عنوان مدیر عامل اجرایی گروه کلارین فعالیت می‌کند.